# Dieffenbachia beachiana
Dieffenbachia beachiana är en kallaväxtart som beskrevs av Thomas Bernard Croat och Michael Howard Grayum. Dieffenbachia beachiana ingår i släktet prickbladssläktet, och familjen kallaväxter. Inga underarter finns listade.